# Hymn Asturii
Asturias, patria querida – pieśń, będąca hymnem Asturii.
Hiszpański oryginał tej piosenki powstał najprawdopodobniej w latach 20. XX wieku, a spopularyzowany został w czasie wojny domowej (1936-1939). Hymn był zakazany w czasach reżimu generała Francisco Franco, czyli aż do roku 1975, podobnie jak wszelkie inne przejawy ruchów narodowowyzwoleńczych i regionalnych. Od roku 1984 jest ona oficjalnym hymnem Asturii, czyli Principado de Asturias.
Polskie tłumaczenie hymnu było znaną w latach 60. i 70. XX wieku piosenką patriotyczno-biesiadną, noszące tytuł „Asturia”.
Tłumaczenie
Asturio – ziemio mych młodych lat

Asturio – ziemio jedyna

Do ziemi mojej powrócić chcę

I wrócę – jeśli nie zginę
Wrócę i wejdę na drzewo

I zerwę kwiat pełen rosy

I dam go mojej czarnulce

Aby go wpięła we włosy!
Asturio – ziemio mych młodych lat

Asturio – ziemio jedyna

Do ziemi mojej powrócić chcę

I wrócę – jeśli nie zginę